# Colin Richard Keppel
Colin Richard Keppel (ur. 3 grudnia 1862, zm. 6 lipca 1947) – brytyjski arystokrata i wojskowy, jedyny syn admirała Henry’ego Keppela (młodszego syna 4. hrabiego Albemarle) i Jane West, córki Martina Westa.
Wzorem swojego ojca służył w Royal Navy. W stopniu komandora dowodził flotyllą rzeczną podczas wyprawy Kitchenera przeciwko mahdystom w latach 1896–1899 i prowadził ostrzał tyłów przeciwnika podczas bitwy pod Omdurmanem. Za swoją postawę podczas tej kampnii otrzymał Order za Wybitną Służbę. W 1900 r. został również odznaczony Krzyżem Wielkim Królewskiego Orderu Wiktoriańskiego. Był również kawalerem Krzyża Towarzyskiego Orderu Łaźni i Krzyża Komandorskiego Orderu Imperium Indyjskiego. W marynarce dosłużył się stopnia admirała.
Był nadzwyczajnym adiutantem Alfreda, księcia von Sachsen-Coburg-Gotha oraz adiutantem króla Edwarda VII w latach 1907–1908 i nadzwyczajnym adiutantem w latach 1909–1910. Był również nadzwyczajnym adiutantem kolejnych brytyjskich monarchów – Jerzego V (w latach 1910–1912 i 1915–1936), Edwarda VIII (w 1936 r.) i Jerzego VI (w 1937 r.).
6 czerwca 1889 r. poślubił Henriettę Mary Blundell-Hollinshead-Blundell (zm. 22 lutego 1957), córkę generała-majora Richarda Blundella-Hollinsheada-Blundella. Colin i Henrietta mieli razem dwie córki:
- Marie Henrietta Margaret Keppel (6 stycznia 1891 – 21 stycznia 1976), żona Charlesa Marshama, 6. hrabiego Romney, nie miała dzieci
- Melita Agnes Mary Keppel (ur. 27 kwietnia 1892), żona kapitana Maurice’a Hely-Hutchinsona, miała dzieci